# سيمون باريت (لاعب كريكت)
سيمون باريت (14 سبتمبر 1988 في المملكة المتحدة - )  (بالإنجليزية: Simon Barrett)‏ هو لاعب كريكت بريطاني.

## وصلات خارجية
- سيمون باريت على موقع إي آس بي آن كريك إنفو (الإنجليزية)